# Richard Fitz Turold
Richard Fitz Turold (Latín medieval: Ricardus filius Turoldus, c. 1050-1103) fue un noble caballero anglonormando, primer barón de Cardinham y Penhallam, y señor de Tywardreath, Cornualles. Hijo de Turold, thane de Cardinham (c. 1020-?), mayordomo y feudatario de Roberto de Mortain que siguió a Guillermo II de Normandía tras la conquista de Inglaterra. Turold participó en la conquista de Cornualles junto a su señor feudal y recibió Penhallam, como señorío que mantuvo Richard como heredad, siendo todavía feudatario de Guillermo de Mortain, a quien también gestionaba el señorío de Tywardreath. Debido a la extrema rivalidad que manifestaba Guillermo contra su primo el rey Enrique, perdió todas las propiedades en Cornualles, y finalmente Cardinham fue a parar a manos de Richard Fitz Turold como concesión directa de la Corona convirtiéndose en una de las más poderosas familias en la región. Su hermano Gilbert Fitz Turold era señor de Compton Greenfield y también vasallo de Enrique I de Inglaterra. Todos ellos fueron los primeros referentes de la familia de Cardinan en Inglaterra.
Richard Fitz Turold fue probablemente responsable de la construcción del castillo de Cardinham, una fortaleza con mota y patio. Fue la residencia principal familiar durante 200 años hasta su abandono cuando construyeron y se trasladaron al castillo de Restormel. Richard también siguió beneficiando con donaciones de tierra a la abadía de Mont Saint-Michel fundado por su padre en Normandía. Por su parte, fue fundador del Priorato de Tywardreath, dependiente de la abadía de Angers. La baronía feudal de Cardinham y el señorío de Tywardreath aparece en el Libro Domesday (1086), y Cartae Baronum (1166) donde se especifica que era un feudo al margen de la autoridad de Reginald de Dunstanville, su señor feudal.  

## Herencia
Se casó con Emma de Beauchamp (c. 1068-?), una hija de Robert fitz Ivo (c. 1050-1086), condestable de Inglaterra. Fruto de esta relación nació William fitz Richard (c. 1084-1136). La hija de William, Beatrice [Mabilia] fitzWilliam (c. 1114-1162) fue presuntamente esposa de Reginald de Dunstanville, un hijo ilegítimo del rey Enrique.
Se ha especulado que Turold de Cardinham estuvo familiarmente vinculado con Turold de Rochester o sea el mismo personaje que aparece en el tapiz de Bayeux.